# Młynów (województwo wielkopolskie)
Młynów – wieś w Polsce położona w województwie wielkopolskim, w powiecie ostrowskim, w gminie Ostrów Wielkopolski.
W latach 1975–1998 miejscowość należała do województwa kaliskiego.
Zobacz też: Młynów.